# Aida Rostami
Aida Rostami (persiano:آیدا رستمی; circa 1986 – Teheran, 12 dicembre 2022) è stata un medico iraniana di 36 anni, rapita, picchiata a morte e uccisa dalle forze di sicurezza della Repubblica Islamica dell'Iran per aver curato i manifestanti feriti durante le proteste per Mahsa Amini. Manifestanti feriti che evitavano di recarsi negli ospedali per timore di essere arrestati e si facevano invece curare da medici coraggiosi nei luoghi di lavoro, nelle loro case o altrove. Aida Rostami emerse  come una figura ispiratrice tra i medici associati alle proteste di Mahsa Amini.

## Biografia
Ci sono state proteste a livello nazionale in Iran in seguito alla morte di una donna di 22 anni, Mahsa Amini, arrestata e uccisa mentre era sotto la custodia della Guidance Patrol, la polizia morale religiosa del governo iraniano, il 16 settembre 2022.  Durante queste proteste, le forze di sicurezza della Repubblica islamica hanno ucciso centinaia di manifestanti e ne hanno arrestati e feriti altre centinata. Gli iraniani feriti dalle forze di sicurezza durante le proteste evitano di cercare cure negli ospedali sempre più pericolosi del paese per paura di essere arrestati, torturati, processati o uccisi. I medici disposti a correre rischi per assistere i feriti stanno curando i manifestanti nei loro luoghi di lavoro, nelle case dei manifestanti o altrove. Rostami stava curando i manifestanti nell'Ekbatan di Teheran e in altri quartieri occidentali della città.

## Il 12 dicembre 2022
La sera di lunedì 12 dicembre 2022, alle sette, Rostami chiamò al telefono sua madre dall'ospedale di Chamran, dove lavorava. Chiese a sua madre se avesse bisogno di qualcosa mentre tornava a casa. Ma non tornò a casa. Il giorno successivo, la famiglia ricevette una chiamata dalla stazione di polizia situata nel quartiere Ekbatan di Teheran invitandola a recarsi da loro; lì ebbe una lettera che la informava che Aida Rostami era morta a seguito di un incidente e la istruiva per prendere il suo cadavere dall'Ufficio Forense. La sua famiglia vide che il suo corpo aveva la faccia fracassata, un braccio rotto e un occhio sinistro enucleato. Secondo il rapporto di morte del medico legale, la causa della morte fu che era stata colpita da un oggetto duro. I dettagli sarebbero stati forniti in seguito. Fonti locali che hanno esaminato il cadavere hanno dichiarato a IranWire il 16 dicembre: "Il medico legale ha detto che gli era stato ordinato di non rivelare la vera causa della morte di Aida. Ha detto che non è morta in un incidente d'auto, l'hanno uccisa". Un componente della famiglia ha detto a IranWire: "Non è possibile che quando stai guidando e hai un incidente, entrambe le tue mani si rompano, la parte inferiore del busto si ammacca e il tuo occhio esca completamente dall'orbita".

Aida Rostami appare in un murale che commemora le vittime del regime islamico in Iran, a Nazareth. (terza da sinistra in alto)

Il 16 dicembre 2022, Mizan, l'agenzia di stampa del sistema giudiziario della Repubblica islamica dell'Iran, sostenne che l'amante di Aida Rostami l'aveva gettata da un ponte.  Le autorità iraniane hanno spesso adottato storie simili per le giovani donne morte durante le proteste di Mahsa Amini, come Nika Shakarami.
Il 19 dicembre 2022, un'alleanza di organizzazioni mediche tedesche condannò l'"omicidio" della dottoressa Aida Rostami per "aver fornito cure mediche ai manifestanti". Pubblicarono anche una lettera aperta indirizzata al cancelliere Olaf Scholz, esprimendo solidarietà ai professionisti medici iraniani e la loro grave preoccupazione "per i diritti umani e la situazione medica della popolazione civile iraniana".
Diversi componenti del personale del sistema sanitario iraniano hanno indicato sui social media che avrebbero scioperato per protestare contro la morte di Aida Rostam.